# オモ☆さん
『オモ☆さん』（オモさん、「☆」は音読しない）は、テレビ朝日とBS朝日で放送されていた情報バラエティ番組。全25回。製作局のテレビ朝日では2007年4月11日から同年9月26日まで、毎週水曜 25:21 - 25:51 に放送。

## 概要
毎回女性タレントたちが様々なテーマの企画を遂行していた深夜番組で、ゲストには「イケメン」と呼ばれる男性タレントたちを招いていた。番組収録は原宿にあるアメーバスタジオで行っていた。オープニングは童謡「待ちぼうけ」をBGMに、出演者4人が原宿の表参道を歩くというものだった。
番組タイトルは、公式サイトと公式ブログでは「オモ☆さん」と、BSの番組表においては「オモさん」と表記されていたが、実際に使われていたタイトルロゴはローマ字の「OMOSAN」である。地上波の番組表でもローマ字表記が使われていた。オモ☆さんというタイトルは、表参道で収録を行っているからという説が有力。しかし、MCを務める押切もえの「おも」さん、番組に登場するキャラクターの名前といった様々な説がある。

## 出演者
リポーターについては五十音順に列挙。

### MC
- 押切もえ

### 進行役
- 川田亜子

### リポーター
- 安座間美優
- 小川友佳
- 小谷津藍子
- 舞川あいく
- 八木依子

### イケメン（男性ゲスト）
- 櫻井貴史
- 滝口幸広
- 南圭介
- 武田航平
- 渡邉紘平
- 中山麻生
- 八神蓮
- 馬場徹

## 各回のテーマ
- 第1回 野菜
- 第2回 お弁当
- 第3回 美脚
- 第4回 ワイン
- 第5回 卵
- 第6回 夜食
- 第7回 MY GOODS
- 第8回 果物
- 第9回 コーヒー
- 第10回 塩
- 第11回 トマト
- 第12回 韓国
- 第13回 麺
- 第14回 カレー
- 第15回 ご当地

## 放送局
| 放送対象地域 | 放送局     | 系列           | 放送日時                                           | 放送期間                      | 備考    |
| ------------ | ---------- | -------------- | -------------------------------------------------- | ----------------------------- | ------- |
| 関東広域圏   | テレビ朝日 | テレビ朝日系列 | 水曜 25:21 - 25:51 （『ネオバラエティ』水曜第4部） | 2007年4月11日 - 2007年9月26日 | 製作局  |
| 日本全域     | BS朝日     | BSデジタル放送 | 日曜 23:30 - 24:00                                 | 2007年4月15日 - 2007年9月30日 | 4日遅れ |